# Zastava Združenih narodov
Zastava Združenih narodov vključuje emblem, ki prikazuje belo azimutno ekvidistančno projekcijo svetovnega zemljevida, osredotočeno na severni pol, z dvema belima oljčnima vejicama, postavljenima levo in desno od emblema, na nebeško modrem ozadju. Emblem je bil uradno sprejet 7. decembra 1946, zastava pa 20. oktobra 1947.

## Zasnova
Zastava Združenih narodov sestoji iz belega emblema na nebeško modrem ozadju. Emblem prikazuje azimutno ekvidistančno projekcijo zemljevida sveta, osredinjeno na severni pol, pri čemer globus v središču sekata ničelni poldnevnik in mednarodna datumska črta, kar zagotavlja, da ni nobena država na zastavi bolj izpostavljena. Projekcija zemljevida sega do 60 stopinj južne zemljepisne širine in vključuje pet koncentričnih krogov. Zemljevidu je očrtan venec, ki ga upodabljata stilizirani prekrižani oljčni vejici.
Velikost emblema na zastavi je polovica širine zastave. Presečno razmerje med višino in širino zastave je 2 : 3, 3 :5  ali enako kot državna zastava države, v kateri plapola zastava Združenih narodov. Bela in modra sta uradni barvi Združenih narodov. Svetlo modro ozadje ustreza odtenku št. 2925 po sistemu usklajevanja Pantone (Pantone Matching System). Približuje se nebeško modri.
Oljčni vejici sta simbol miru, svet pa predstavlja vse ljudi in države sveta.

## Zgodovina
Organizatorji Konference Združenih narodov o mednarodni organizaciji v San Franciscu so želeli insignijo, ki bi jo lahko izdelali v obliki priponke za identifikacijo delegatov. Državni sekretar Združenih držav Amerike, Edward Stettinius ml., ki je bil predsednik ameriške delegacije, je spoznal, da bi lahko začasna podoba postala trajni simbol Združenih narodov. Ustanovil je odbor, na čelu katerega je bil Oliver Lundquist, ki je pripravil predlog, sestoječ iz zemljevida sveta, obdanega z oljčnima vejicama, kakor ga je zasnoval Donald McLaughlin.
McLaughlin je prej delal kot vodja grafičnega oddelka v Uradu za strateške storitve, ki je deloval pred CIO. Na azimutno ekvidistančno projekcijo, uporabljeno pri oblikovanju, so močno vplivali zemjevidi, ki jih je med drugo svetovno vojno izdelal Richard Edes Harrison, priljubljen kartograf, ki je delal za reviji Fortune in Life..
Modra barva ozadja insignije je bila izbrana kot »nasprotje rdeče, barve vojne«, čeprav Združeni narodi niso nikoli uradno določili točnega odtenka. Prvotna barva, ki jo je izbrala skupina, je bila sivomodra in se je razlikovala od sedanje barve zastave Združenih narodov. Globus, ki je bil uporabljen, je bil azimutna projekcija, osredotočena na severni pol, z ZDA v središču. Projekcija, ki je bila uporabljena, je odrezala dele južne poloble na geografski širini Argentine, kar je bilo takrat sprejemljivo, saj ni bilo načrtovano, da bi Argentina postala prvotna članica Združenih narodov. Projekcija je bila pozneje spremenjena tako, da ni nobena država bolj v ospredju. Novi logotip je bil zdaj zasnovan tako, da globus na sredini prečkata ničelni meridian in mednarodna datumska črta. Pri prejšnjih različicah je bil globus za 90 stopinj zasukan proti vzhodu v primerjavi s trenutno zastavo, pri čemer sta ničelni meridian in mednarodna datumska črta tvorila navpični premer. Sprememba je bila po tiskovnih izjavah opravljena z  namenom, da Severna Amerika ne bi bila v središču emblema.
Leta 1946 je odbor Organizacije združenih narodov dobil nalogo, da pripravi končno podobo. Ta je bila predstavljena 2. decembra 1946. Emblem je bil 7. decembra 1946 sprejet na plenarni seji odbora Združenih narodov, zastava pa je bila uradno sprejeta 20. oktobra 1947.

## Uporaba
Skladno s Konvencijo o varnosti Združenih narodov in spremljevalnega osebja lahko emblem in zastavo Združenih narodov uporabljajo osebje in material mirovnih misij Združenih narodov kot zaščitni znak za preprečevanje napadov v oboroženih konfliktih.
Zastava Združenih narodov se lahko uporablja tudi kot garnizonska zastava z zastavami drugih držav.